# Karangjaladri
Karangjaladri is een bestuurslaag in het regentschap Ciamis van de provincie West-Java, Indonesië. Karangjaladri telt 4431 inwoners (volkstelling 2010).